# Convoy (filme)
Convoy (br: Comboio, pt: Convoy - Comboio dos Duros) é um filme estadunidense de 1978, do gênero ação, dirigido por Sam Peckinpah. Baseado na canção country "Convoy" de C. W. McCall. Seguindo na mesma linha do sucesso do ano anterior Smokey and the Bandit (br.: Agarre-me se puderes), isto é, muitas cenas de perseguições nas auto-estradas envolvendo veículos em alta velocidade e colisões de todo tipo, o filme foi uma tentativa bem-sucedida de Peckinpah de fazer uma produção rentável e conseguir um bom "caixa" para dar sequência à sua carreira. Mas nessa época ele já estava com a saúde debilitada por problemas de drogas e alcoolismo, e apesar do sucesso popular alcançado, este acabou sendo seu penúltimo trabalho como diretor.

## Sinopse
O caminhoneiro (motorista de caminhão) Martin "Rubber Duck" Penwald (alcunha dada pelo fato de carregar um pato de borracha no seu gigantesco caminhão) é perseguido pelo xerife Lyle Wallace nas estradas do Arizona e Novo México. Nessa briga ele recebe ajuda de outros caminhoneiros, que se comunicam pelo rádio o tempo todo (muitas das gírias usadas acabaram se tornando populares depois do filme). Nos intervalos ele namora a fotógrafa Melissa, a quem ajudara quando o carro dela quebrou na estrada. Quando o xerife prende Spider Mike, tentando usá-lo como isca para uma armadilha para Rubber Duck, ele e os caminhoneiros armam uma espetacular rebelião contra as forças policiais, formando um enorme comboio de caminhões.

## Elenco
- Kris Kristofferson como Martin "Rubber Duck" Penwald
- Ali MacGraw como Melissa
- Ernest Borgnine como Xerife Lyle "Cottonmouth" Wallace
- Burt Young como Pig Pen
- Franklyn Ajaye como Spider Mike
- Madge Sinclair como "Viúva"
- Edward Blatchford como Roger

## Trilha Sonora
- "Convoy" de C. W. McCall
- "Lucille" de Kenny Rogers
- "Cowboys Don't Get Lucky All The Time" de Gene Watson
- "Don't It Make My Brown Eyes Blue" de Crystal Gayle
- "I Cheated On A Good Woman's Love" de Billy "Crash" Craddock
- "Okie From Muskogee" de Merle Haggard
- "Southern Nights" de Glen Campbell
- "Blanket On The Ground" de Billie Joe Spears
- "Keep On The Sunny Side" de Doc Watson
- "Walk Right Back" de Annie Murray